# Friedrich Ulmer
Pour les articles homonymes, voir Ulmer.
Friedrich Ulmer (27 mars 1877 à Munich - 26 avril 1952 à Traunstein) est un acteur allemand de cinéma.

## Filmographie
- 1920 : Die Hexe von Lolaruh
- 1920 : Das schwarze Amulett
- 1920 : Der Totenkopf
- 1922 : Sterbende Völker (de)
- 1924 : Hélène de Troie : Ménélas
- 1928 : Waterloo
- 1933 : Der Tunnel
- 1934 : Die Czardasfürstin
- 1934 : Schloß Hubertus (de)
- 1935 : Der Klosterjäger
- 1935 : Les Deux Rois
- 1935 : Der rote Reiter
- 1935 : Frischer Wind aus Kanada (de)
- 1935 : Jeanne d'Arc (Das Mädchen Johanna)
- 1935 : Die Heilige und ihr Narr
- 1936 : Standschütze Bruggler
- 1937 : Das Schweigen im Walde
- 1937: Der Berg ruft
- 1938 : Stärker als die Liebe
- 1939 : Das Recht auf Liebe
- 1939: Le Diable de feu (Der Feuerteufel)
- 1940 : Ein Mann auf Abwegen
- 1940: Der Herr im Haus
- 1940: Das Fräulein von Barnhelm
- 1941 : Hochzeitsnacht
- 1941: Carl Peters
- 1941: Ohm Krüger
- 1941: Kameraden
- 1942: Die See ruft
- 1942 : Geheimakte W.B.1
- 1943 : Der Ochsenkrieg
- 1943 : Jugendliebe